# Megaby
En megaby eller en megacity er en by med et befolkningstal på over 10 millioner. Byen defineres normalt som metropolregion eller byområde. I nogle definitioner angives yderligere at befolkningstætheden skal være på minimum 2.000 indbyggere pr. kvadratkilometer.

## Megabyerne
I næsten 1000 år var Rom Europas største by.. Efter kristi fødsel var Bagdad verdens største by i en periode. I 1950 var New York City den eneste by med et byområde på over 10 millioner indbyggere.
Efter årtusindskiftet er Tokyo verdens klart største by med over 35 mio. indbyggere i byområdet, der også omfatter byerne Yokohama og Kawasaki. De næststørste byer har omkring 25 mio. indbyggere og forskellige lister har forskellige vurderinger af byernes indbyggertal. Benyttes byområde som opgørelsesmetode, så er der i år 2010 i alt 21 megabyer, benyttes i stedet metropolregion som opgørelsesmetode så er der 27 megabyer. Efter 2010 ventes den største vækst i antallet af megabyer at ske i Asien og Afrika.

### Opgjort som byområde
En opgørelse udarbejdet af FN i 2007 lister følgende byer som megabyer: Tokyo, Shanghai, Mexico City, New York City, São Paulo, Mumbai, Delhi, Kolkata, Jakarta, Buenos Aires, Dhaka, Los Angeles, Karachi, Rio de Janeiro, Osaka, Kairo, Lagos, Beijing, Manila, Moskva og Paris.

#### Opgjort som metropolregion
Benyttes i stedet metropolregion som opgørelsesmetode er byer som Seoul-Incheon (adskilt af Han-floden), Hongkong-Guangzhou-Shenzhen-Foshan (flere sammenhængede byer), Tianjin-Binhai (flere sammenhængede byer), Istanbul (adskilt af Bosporus-strædet), Teheran (inkl. satellitbyer) og London (inkl. satellitbyer) også blandt verdens megabyer.

## Megabyer efter definitionen
| Rangering | Megaby         | Land           | Kontinent    | Befolkning | Årlig vækst[kilde mangler] |
| --------- | -------------- | -------------- | ------------ | ---------- | -------------------------- |
| 1         | Tokyo          | Japan          | Asien        | 35,682,460 | 0.60%                      |
| 2         | Shanghai       | Kina           | Asien        | 34,000,000 | 2.20%                      |
| 3         | Jakarta        | Indonesien     | Asien        | 28,019,545 | 2.20%                      |
| 4         | Seoul          | Sydkorea       | Asien        | 25,600,000 | 1.40%                      |
| 5         | Karachi        | Pakistan       | Asien        | 23,500,000 | 4.90%                      |
| 6         | Mexico by      | Mexico         | Nord-Amerika | 23,200,000 | 2.00%                      |
| 7         | Delhi          | Indien         | Asien        | 23,000,000 | 4.60%                      |
| 8         | São Paulo      | Brasilien      | Sydamerika   | 21,100,000 | 1.40%                      |
| 9         | Mumbai         | Indien         | Asien        | 20,800,000 | 2.90%                      |
| 10        | Manila         | Filippinerne   | Asien        | 20,700,000 | 2.50%                      |
| 11        | New York       | USA            | Nordamerika  | 19,831,858 | 0.30%                      |
| 12        | Kairo          | Egypten        | Afrika       | 12,439,543 | 2.60%                      |
| 13        | Osaka          | Japan          | Asien        | 16,800,000 | 0.15%                      |
| 14        | Beijing        | Kina           | Asien        | 16,400,000 | 2.70%                      |
| 15        | Moskva         | Rusland        | Europa       | 16,200,000 | 0.20%                      |
| 16        | Kolkata        | Indien         | Asien        | 15,700,000 | 2.00%                      |
| 17        | Bangkok        | Thailand       | Asien        | 14,565,547 | 0.9%                       |
| 18        | Buenos Aires   | Argentina      | Sydamerika   | 14,300,000 | 1.00%                      |
| 19        | Dhaka          | Bangladesh     | Asien        | 14,000,000 | 4.10%                      |
| 20        | Istanbul       | Tyrkiet        | Europa/Asien | 13,850,000 | 2.80%                      |
| 21        | Teheran        | Iran           | Asien        | 13,500,000 | 2.60%                      |
| 22        | Los Angeles    | USA            | Nordamerika  | 13,052,921 | 1.11%                      |
| 23        | Tianjin        | Kina           | Asien        | 12,938,224 |                            |
| 24        | Guangzhou      | Kina           | Asien        | 12,700,800 | 4.00%                      |
| 25        | Lagos          | Nigeria        | Afrika       | 12,700,000 | 3.20%                      |
| 26        | Rio de Janeiro | Brasilien      | Sydamerika   | 12,700,000 |                            |
| 27        | London         | Storbritannien | Europa       | 12,600,000 | 0.70%                      |
| 28        | Shenzhen       | Kina           | Asien        | 12,506,000 |                            |
| 29        | Lahore         | Pakistan       | Asien        | 12,500,000 | 2.00%                      |
| 30        | Paris          | Frankrig       | Europa       | 10,600,000 | 1.00%                      |